# Halowe Mistrzostwa Europy w Lekkoatletyce 2011 – bieg na 400 m kobiet
Bieg na 400 metrów kobiet – jedna z konkurencji rozegranych podczas halowych lekkoatletycznych mistrzostw Europy w hali Palais Omnisports de Paris-Bercy w Paryżu.

## Terminarz
| Data    | Godzina |            |
| ------- | ------- | ---------- |
| 4 marca | 10:20   | Eliminacje |
| 4 marca | 17:55   | Półfinał   |
| 5 marca | 17:30   | Finał      |

## Rezultaty

### Eliminacje
Rozegrano 3 biegi eliminacyjne, do których przystąpiło 18 sprinterek. Awans do półfinału dawało zajęcie jednego z pierwszych trzech miejsc w swoim biegu (Q). Skład półfinałów uzupełniły trzy zawodniczki z najlepszymi czasami wśród przegranych (q).

#### Bieg 1
| Poz. | Tor | Zawodniczka      | Reprezentacja | Czas  | Uwagi |
| ---- | --- | ---------------- | ------------- | ----- | ----- |
| 1    | 5   | Wanja Stambołowa | Bułgaria      | 53.05 | Q     |
| 2    | 6   | Janin Lindenberg | Niemcy        | 53.43 | Q     |
| 3    | 4   | Natalija Łupu    | Ukraina       | 53.72 | Q     |
| 4    | 3   | Meliz Redif      | Turcja        | 54.63 |       |
| 5    | 1   | Patricia Lopes   | Portugalia    | 54.94 |       |
| 6    | 2   | Amalija Szarojan | Armenia       | 56.08 |       |

#### Bieg 2
| Poz. | Tor | Zawodniczka         | Reprezentacja        | Czas  | Uwagi |
| ---- | --- | ------------------- | -------------------- | ----- | ----- |
| 1    | 6   | Olesia Krasnomowiec | Rosja                | 53.75 | Q     |
| 2    | 5   | Hanna Taszpułatawa  | Białoruś             | 54.26 | Q     |
| 3    | 4   | Anna Titimeć        | Ukraina              | 54.49 | Q     |
| 4    | 3   | Pınar Saka          | Turcja               | 54.87 |       |
| 5    | 1   | Marian Heffernan    | Irlandia             | 54.94 |       |
| 6    | 2   | Jasna Horozić       | Bośnia i Hercegowina | DQ    |       |

#### Bieg 3
| Poz. | Tor | Zawodniczka       | Reprezentacja | Czas  | Uwagi |
| ---- | --- | ----------------- | ------------- | ----- | ----- |
| 1    | 6   | Ksienija Zadorina | Rosja         | 54.25 | Q     |
| 2    | 5   | Denisa Rosolová   | Czechy        | 54.41 | Q     |
| 3    | 3   | Marta Milani      | Włochy        | 54.48 | Q     |
| 4    | 4   | Darja Prystupa    | Ukraina       | 54.96 |       |
| 5    | 2   | Bianca Răzor      | Rumunia       | 55.08 |       |
| 6    | 1   | Anita Banović     | Chorwacja     | 55.20 |       |

### Półfinał

#### Bieg 1
| Poz. | Tor | Zawodniczka        | Reprezentacja | Czas  | Uwagi |
| ---- | --- | ------------------ | ------------- | ----- | ----- |
| 1    | 6   | Ksienija Zadorina  | Rosja         | 52.88 | Q     |
| 2    | 5   | Janin Lindenberg   | Niemcy        | 53.12 | Q     |
| 3    | 4   | Marta Milani       | Włochy        | 53.44 | Q     |
| 4    | 3   | Hanna Taszpułatawa | Białoruś      | 53.69 |       |
| 5    | 2   | Anna Titimeć       | Ukraina       | 53.97 |       |
| 6    | 1   | Pınar Saka         | Turcja        | 55.40 |       |

#### Bieg 2
| Poz. | Tor | Zawodniczka         | Reprezentacja | Czas  | Uwagi |
| ---- | --- | ------------------- | ------------- | ----- | ----- |
| 1    | 5   | Olesia Krasnomowiec | Rosja         | 52.53 | Q     |
| 2    | 4   | Denisa Rosolová     | Czechy        | 52.81 | Q     |
| 3    | 6   | Wanja Stambołowa    | Bułgaria      | 52.89 | Q     |
| 4    | 3   | Natalija Łupu       | Ukraina       | 54.24 |       |
| 5    | 2   | Meliz Redif         | Turcja        | 54.58 |       |
| 6    | 1   | Patricia Lopes      | Portugalia    | 55.09 |       |

### Finał
| Poz. | Tor | Zawodniczka         | Reprezentacja | Czas  | Uwagi |
| ---- | --- | ------------------- | ------------- | ----- | ----- |
|      | 4   | Denisa Rosolová     | Czechy        | 51,73 | PB    |
|      | 5   | Olesia Krasnomowiec | Rosja         | 51,80 |       |
|      | 6   | Ksienija Zadorina   | Rosja         | 52,03 |       |
| 4    | 1   | Wanja Stambołowa    | Bułgaria      | 52,58 |       |
| 5    | 3   | Janin Lindenberg    | Niemcy        | 52,62 |       |
| 6    | 2   | Marta Milani        | Włochy        | 53,23 |       |